# Phyllanthus finschii
Phyllanthus finschii är en emblikaväxtart som beskrevs av Karl Moritz Schumann. Phyllanthus finschii ingår i släktet Phyllanthus och familjen emblikaväxter. Inga underarter finns listade i Catalogue of Life.